# Melker Svärd Jacobsson
Melker Svärd Jacobsson (8 gennaio 1994) è un astista svedese.

## Palmarès
| Anno | Manifestazione    | Sede           | Evento           | Risultato      | Prestazione | Note |
| ---- | ----------------- | -------------- | ---------------- | -------------- | ----------- | ---- |
| 2011 | Mondiali allievi  | Lilla          | Salto con l'asta | Argento        | 5,15 m      |      |
| 2012 | Mondiali juniores | Barcellona     | Salto con l'asta | 6º             | 5,35 m      |      |
| 2016 | Europei           | Amsterdam      | Salto con l'asta | Finale         | dns         |      |
| 2016 | Giochi olimpici   | Rio de Janeiro | Salto con l'asta | dns            | dns         |      |
| 2018 | Mondiali indoor   | Birmingham     | Salto con l'asta | 9º             | 5,70 m      |      |
| 2018 | Europei           | Berlino        | Salto con l'asta | Qualificazione | nm          |      |
| 2019 | Europei indoor    | Glasgow        | Salto con l'asta | Bronzo         | 5,75 m      |      |